# JavaServer Pages

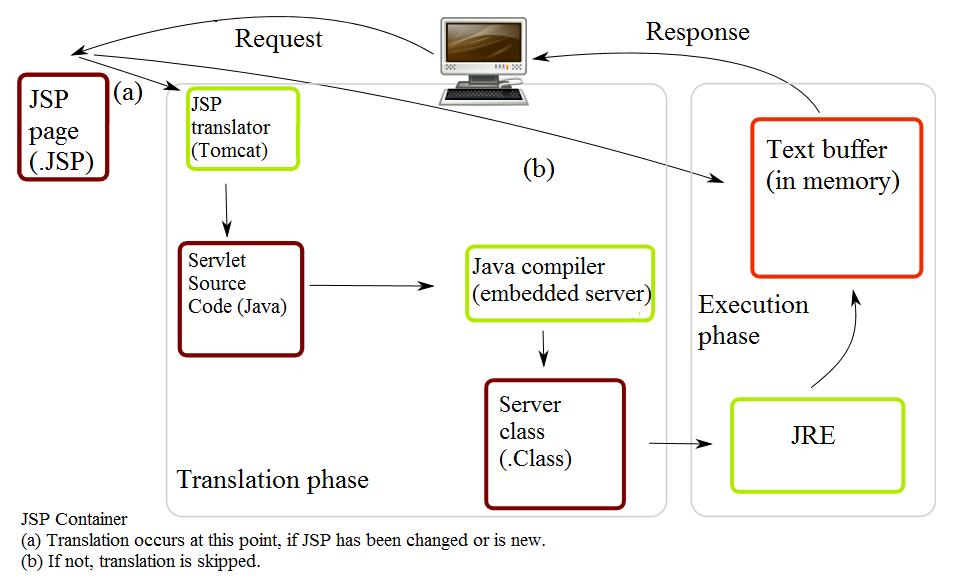
Schemat "życia" pliku JSP

JSP (ang. JavaServlet Pages) – technologia umożliwiająca tworzenie dynamicznych dokumentów WWW w formatach HTML, XHTML, DHTML oraz XML z wykorzystaniem języka Java, wplecionego w kod HTML danej strony. W tym aspekcie, jest to rozwiązanie podobne do PHP.
Strona JSP w procesie translacji jest zamieniana na serwlet (z reguły mała aplikacja napisana w Javie uruchamiana po stronie serwera w kontenerze serwletów). Każde wywołanie strony JSP z poziomu klienta (przeglądarki) wykonywane jest przez skompilowany serwlet.
Jeśli użyta zostanie prekompilacja (kompilacja wstępna) to już podczas uruchamiania aplikacji wszystkie strony JSP zostaną przetłumaczone na serwlety.

## Elementy strony JSP
Strony JSP składają się z następujących elementów:
- treść statyczna - przepisywana bez modyfikacji do generowanego dokumentu
- dyrektywy JSP - informacje kontrolujące proces generowania dokumentu
- elementy skryptowe - skryplety (kod w języku Java kontrolujący proces generowania dokumentu) oraz elementy składniowe tzw. Expression Language
- akcje JSP - tagi XML wywołujące określone metody serwerowe

## Przykładowa strona JSP
```
 
<%@
 
page
 
language
=
"java"
 
contentType
=
"text/html; charset=ISO-8859-2"
 

          
pageEncoding
=
"ISO-8859-2"
%>

 
<!DOCTYPE html PUBLIC "-//W3C//DTD HTML 4.01 Transitional//EN" 

           "http://www.w3.org/TR/html4/loose.dtd">

 
<%!
 
int
 
k
=
5
;
 
%>

 
<html>

   
<head>

     
<meta
 
http-equiv=
"Content-Type"
 
content=
"text/html; charset=ISO-8859-2"
/>

     
<title>
Przykładowa
 
strona
 
JSP
</title>

   
</head>

   
<body>

      
Aktualny
 
czas:
 
<%=
java
.
util
.
Calendar
.
getInstance
().
getTime
()
%>

 
<%

      
for
 
(
int
 
i
=
0
;
 
i
<
k
;
 
++
i
)
 
{

 
%>

        
Liczba:
 
<%=
i
%>
 
<br
 
/>

 
<%

      
}
 

 
%>

   
</body>

 
</html>

```

- Wiersze 1-2 - dyrektywa ustawiająca typ zawartości, kodowanie itp.
- Wiersz 5 - skryplet deklarujący zmienną języka Java
- Wiersz 12 - skryplet zwracający wartość zmiennej języka Java
- Wiersze 13-15, 16 i 17-19 - skryplety sterujące generowaniem dokumentu

Pozostałe linie zawierają czysty kod HTML.

## Kolejny przykład
Powyższa pętla (linia 13-19). zapisana prościej przy wykorzystaniu biblioteki core ze zbioru JSTL i języka wyrażeń EL (ang. Expression Language).
```
  
...

  
<c:forEach
 
var=
"i"
 
begin=
"0"
 
end=
"4"
 
step=
"1"
>

     
Liczba:
 
${i}
 
<br
 
/>

  
</c:forEach>
 

  
...

```